# Carlos Cabrera
Carlos Rodrigo Cabrera (18 de octubre de 1959) es un periodista colombiano que trabaja para All Elite Wrestling. También es conocido por su pasó laboral en WWE y su breve estadía con Lucha Libre AAA Worldwide. 
Narró combates con el exluchador profesional ecuatoriano Hugo Savinovich durante 17 años (de 1994 a 2011) y con el actor Marcelo Rodríguez durante 11 años (de 2011 a 2022).

## Carrera

### Antes de la WWE
A finales de los años 1970, Cabrera emigró a Estados Unidos con la intención de estudiar medicina. Sin embargo, obtuvo un título en ciencias biológicas.
Su carrera mediática comenzó grabando comerciales de televisión de forma esporádica y sirviendo como locutor de planta del canal WXTV. Más tarde se convertiría en reportero y (a veces) presentador del noticiero vespertino del canal. Además, fue productor y presentador de "New Jersey Hispano", un programa que trataba asuntos relacionados con la comunidad hispana del estado de Nueva Jersey. Cabrera llegó a ser el corresponsal en jefe de la cadena Univisión en Nueva York. También fue corresponsal en Nueva York de CNN y Telemundo durante la Guerra del Golfo.
Cabrera también incursionó en la radio, comenzando a principios de los 80's. Su primer trabajo radial fue en la estación WJIT. Posteriormente trabajó en la emisora WSKQ, en donde fue presentador del programa matutino. También trabajó como presentador del programa matutino en WPAT.

### Lucha Libre AAA Worldwide (2022-2024)
Después de su salida de WWE el 19 de febrero de 2022, Carlos Cabrera hizo su debut en AAA a lado de su amigo y colega Hugo Savinovich y junto a José Manuel Guillén. Cabrera, además, se declaró un fan de la lucha libre mexicana.

### All Elite Wrestling (2024-presente)
Durante las transmisiones en vivo del episodio del 17 de abril de 2024 de AEW Dynamite, debuta en la empresa de lucha libre profesional All Elite Wrestling.